# Paolo Mario Rossi
Paolo Mario Rossi (Carrara, 16 febbraio 1921 – 9 settembre 1995) è stato un politico italiano.

## Biografia
Funzionario del Partito Comunista Italiano in provincia di Massa-Carrara.
Eletto alla Camera dei deputati una prima volta nel 1958 nelle file del PCI, ha confermato poi il proprio seggio a Montecitorio dopo le elezioni politiche del 1963.